# 扣還
扣還是繼承法中，數繼承人共同繼承遺產時，被繼承人對繼承人有債權時的處理方式。另外，若是被繼承人對繼承人負有債務時之處理方式，則稱為扣償。

## 方式
- 當繼承人對被繼承人生前負有債務時（扣還），此時此債權因繼承而為全體繼承人所準共有，不發生混同效力而消滅。此時應自該負債繼承人之應繼分中扣還之：

1. 將債務之數額加入現存遺產中。
2. 算出應繼財產總額後，以此總額計算各繼承人所得之應繼分。
3. 於該負債繼承人之應繼分中扣除債務之數額，即為其所能繼承的具體數額。

例如，甲（被繼承人）喪妻，有三子乙、丙、丁，現存遺產300萬元，無債務。乙對甲負債30萬元，甲死亡。此時：
1. 甲現存之遺產加上乙之債務數額等於330萬，即為應繼財產。（300+30=330）
2. 以應繼財產330萬算出每人應繼分為110萬。（330/3=110）
3. 乙之應繼分扣除所負債務數額後即為具體所得之數額80萬。（110-30=80）

- 當被繼承人生前對繼承人負有債務時（扣償）：

1. 將債務之數額自遺產數額中扣除。
2. 以扣除後之應繼財產數額計算各繼承人之應繼分。
3. 最後將應繼分加上債務數額即為該擁有債權之繼承人具體所得之數額。

例如：甲（被繼承人）喪妻，有三子乙、丙、丁，現存遺產300萬元，另對乙負債30萬元，甲死亡。此時：
1. 現存遺產扣除對乙之負債算出應繼財產為270萬元。（300-30=270）
2. 以應繼財產270萬算出乙之應繼分為90萬元。（270/3=90）
3. 應繼分加上債務數額120萬即為乙具體應得之數額。（90+30=120）

## 台灣
扣還規定在民法第1172條。